# 多高坊

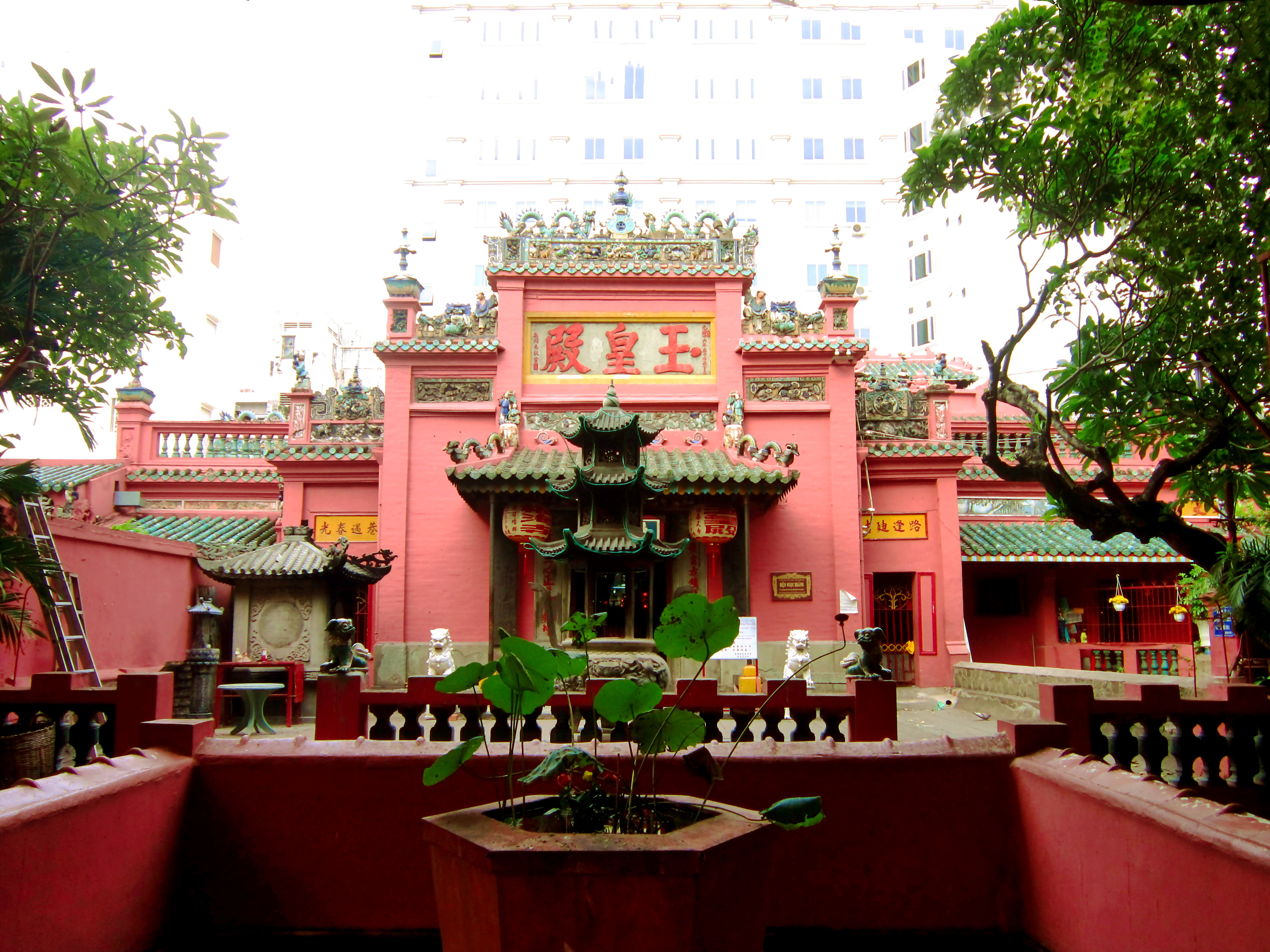
福海寺（玉皇殿）

𥒥高坊（越南语：／）是越南南部胡志明市第一郡的一个坊。

## 地理
𥒥高坊位于第一郡北部，地理位置：
- 东邻𤅶犧坊
- 西邻新定坊
- 南邻第三郡
- 北邻平盛郡

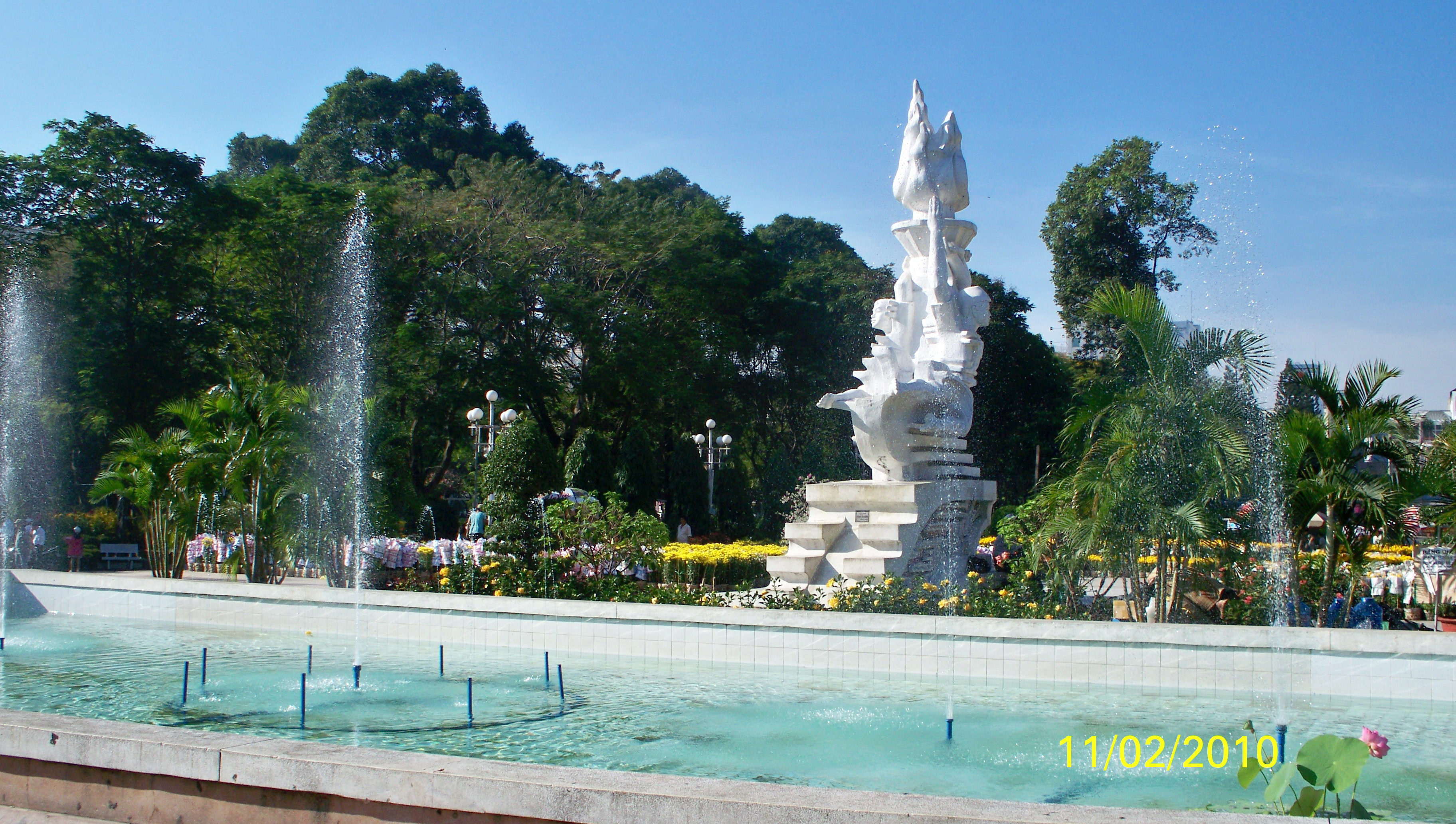
黎文八公园（công viên Lê Văn Tám）

𥒥高坊面积为1平方公里，1999年人口为23，518人，, 人口密度为每平方公里23，518人。